# Las Chacras (La Paz)
Las Chacras o Las Chacras Sur (para diferenciarla de su homónima cerca de Villa de Las Rosas), es una localidad argentina ubicada en el municipio de La Paz, Departamento San Javier, Provincia de Córdoba. Se encuentra 2 km al sur del centro de la cabecera municipal, sobre la Ruta Provincial 14.
Es una villa turística, con cabañas para disfrutar el valle de Traslasierra, con reservas naturales y arroyos. Como atractivo se destaca el Museo del Libro.